# Yousuf Hussain
Yousuf Hussain Mohamed (arabe : يوسف حسين محمد), né le 8 juillet 1965 à l'époque dans les États de la Trêve et aujourd'hui aux Émirats arabes unis, est un footballeur international émirien qui évoluait au poste de défenseur.

## Biographie

### Carrière en sélection
Yousuf Hussain participe avec l'équipe des Émirats arabes unis, à la Coupe du monde de 1990. Lors du mondial organisé en Italie, il joue deux matchs : contre la Colombie et l'Allemagne. Il s'agit de deux défaites.